# Partido Progressista Nacional Karenni

Bandeira do Partido Progressista Nacional Karenni.

Partido Progressista Nacional Karenni é um partido político que representa o povo karenni no estado de Kayah, Myanmar (Birmânia).  O seu braço armado, o Exército Karenni, tem lutado contra as forças do governo para estabelecer um Estado Karen separado desde 1957; no entanto, o grupo assinou um acordo de cessar-fogo com o governo em 2012.  Um acordo de cessar-fogo semelhante havia sido assinado em 1995, mas foi dissolvido dentro de três meses.